# سني سكاكيني
سني سكاكيني (مواليد 19 أغسطس 1988 في رام الله)، هو لاعب كرة سلة فلسطيني. بدأ مسيرته الاحترافية في سنة 2007. يلعب مع تروتاموندوس دي كارابوبو في الدوري الفنزويلي لكرة السلة. يبلغ طوله 6 قدم 8.5 بوصة (2.0 م).

## روابط خارجية
- سني سكاكيني على موقع الاتحاد الدولي لكرة السلة (الإنجليزية)
- سني سكاكيني على موقع الدوري التايواني الممتاز لكرة السلة (الصينية)
- سني سكاكيني على موقع كرة السلة الأوروبية.كوم (الإنجليزية)
- سني سكاكيني على موقع ريلجم (الإنجليزية)
- سني سكاكيني على موقع بروبوليرز (الإنجليزية)
- سني سكاكيني على موقع سبورتس رفرنس (الإنجليزية)